# Диференціальний переріз розсіювання
Диференціа́льний пере́різ  розсі́яння — це відношення числа частинок, розсіяних в тілесний кут {\displaystyle d\Omega } до потоку частинок, які падають на мішень та до величини тілесного кута, густина ймовірності розсіяння в даний тілесний кут.
Позначається здебільшого σ і має розмірність площі. Оскільки метр квадратний чи сантиметр квадратний надто великі величини, то переріз розсіяння вимірюється звичайно у барнах.
Якщо dN — число частинок, які потрапили при розсіюванні в {\displaystyle d\Omega }, а I — потік частинок, які падають на мішень, то
{\displaystyle \sigma ={\frac {dN}{Id\Omega }}}.
Диференціальний переріз є характеристикою процесів розсіяння в багатьох галузях фізики, включно з розсіянням електромагнітних хвиль, атомів, йонів елементарних частинок і квазічастинок.
Диференціальний переріз розсіяння залежить від кута розсіяння й енергії. При непружному розсіянні він залежить також від втрати енергії на збудження.
Аналогічним чином вводиться величина диференціального перерізу розсіяння для хвиль.
{\displaystyle \sigma ={\frac {d\Phi }{Id\Omega }}},
де Φ — інтенсивність хвилі, яка розсіялася в тілесний кут {\displaystyle d\Omega }.

## Інтегральний переріз
При інтегруванні диференціального перерізу розсіяння по повному сферичному куту отримують інтегральний (повний) переріз розсіяння
{\displaystyle \sigma =\int \sigma (\theta ,\varphi )d\Omega }

## Двічі диференціальний переріз
При непружному розсіянні хвиль та частинок додатковою характеристикою є втрачена частинкою енергія. В такому випадку вводиться двічі диференціальний переріз розсіяння, який визначається ймовірністю актів розсіювання у сферичний кут {\displaystyle d\Omega } при втраті енергії в діапазоні від E до E + dE.

## Походження терміна
Термін "переріз" уживається за аналогією із розсіянням на твердому тілі. Якщо на тіло падає потік частинок, то кількість відбитих частинок визначатиметься поперечним перерізом тіла.